# ایستگاه راه‌آهن گیومری
ایستگاه راه‌آهن گیومری (ارمنی: Գյումրիի Երկաթգծի Կայարան) قدیمی‌ترین ایستگاه راه‌آهن در ارمنستان و ایستگاه اصلی شهر گیومری می‌باشد.

## تاریخچه
تقطع راه‌آهن گیومری بزرگترین و قدیمی‌ترین در ارمنستان می‌باشد. آن در سال ۱۸۹۷ تشکیل شد. اولین خط راه‌آهن آلکساندراپول-گیومری که این شهر را به تفلیس متصل می‌کند در سال ۱۸۹۹ تکمیل شد. سپس خط راه‌آهن از آلکساندراپول به ایروان (در سال ۱۹۰۲)، قارص (در سال ۱۹۰۲)، جلفا (۱۹۰۶)، و تبریز گسترش یافت. در نیجه آلکساندراپول قطب راه‌آهن مهمی شد.
از سال ۲۰۱۳، ایستگاه راه‌آهن گیومری سفرهای منظمی به ایروان و باتومی انجام می‌دهد. شرکت سهامی راه‌آهن قفقاز جنوبی (CJSC) گرداننده فعلی بخش راه‌آهن در ارمنستان می‌باشد.